# Довженко, Сергей Иванович
Серге́й Иванович Довже́нко (укр. Сергій Іванович Довженко, род. 30 июня 1972, Мариуполь, Донецкая область, УССР, СССР) — украинский серийный и массовый убийца, бывший оперуполномоченный мариупольской милиции. Подозревался в 20 убийствах, совершённых в период с июня 1997 по май 2002 года в Мариуполе. Признан виновным в совершении 17 убийств. В числе его жертв — 12-летняя девочка, четыре сотрудника МВД Украины и один гражданин Югославии.

## Биография

### Карьера
Родился в Мариуполе 30 июня 1972 года. Учился в Мариупольском коммерческом техникуме по специальности товаровед. Затем служил в армии. Кличка «Мурчик». Занимался боксом. Бывший двукратный вице-чемпион Украины по боксу (мастер спорта). Был частным предпринимателем на рынке, потом работал в мариупольской фирме «Цитадель». После увольнения недолго работал в милиции (с учётом школы милиции и стажировки — 10 месяцев). Женат, детей нет. Брат — Валерий, директор юридической фирмы, хотел выступать защитником Сергея Довженко во время процесса, но был вызван судом в качестве свидетеля.

### Недоказанные убийства
В ночь на 18 июня 1997 года, когда Довженко уже служил в милиции, на офис его бывших работодателей — фирмы «Цитадель» — было совершено вооружённое нападение. Был убит охранник Сергей Митченко и из сейфа пропало 5 тысяч гривен. На месте преступления были обнаружены гильзы от пистолета ПМ. Подозрение пало на Довженко. 27 июня 1997 года он был арестован на рабочем месте. Экспертиза табельного оружия Довженко доказала, что жертва была убита из этого пистолета. Сергей Довженко воспользовался помощью своего брата Валерия, директора юридической фирмы в Мариуполе, и доказал свою невиновность. По результатам повторной экспертизы в Киеве Довженко смог доказать, что первая экспертиза была сфабрикована. Во время следствия Довженко отбыл восемь месяцев под стражей, 30 марта 1998 года был выпущен на волю, но уволен из органов внутренних дел за подделку документов (фальсифицированная запись в трудовой книжке). По словам адвоката Довженко, после освобождения он неоднократно пытался устроиться на работу, в том числе и в правоохранительные органы, однако должностные лица категорически отказывали ему, что, по его мнению, и спровоцировало превращение Довженко в серийного убийцу. Бывший милиционер решил мстить своим обидчикам.
Со слов Довженко, первой жертвой мести стал бывший начальник — владелец фирмы «Цитадель» Владимир Чекмак. Именно он первым заподозрил своего со скандалом уволенного бывшего сотрудника в нападении на офис фирмы. По словам Сергея Довженко, он около месяца наблюдал за Чекмаком. Во время веерного отключения электричества 19 ноября 1998 года Довженко якобы пробрался к дому жертвы и переоделся в соседнем подъезде в милицейскую форму, принесённую с собой. Когда Чекмак приехал на автомобиле и открыл переднюю дверцу, Довженко расстрелял его из обреза помпового ружья двенадцатого калибра. Поскольку Чекмак всё ещё был жив, Довженко перерезал ему горло ножом. Потом погнался за товарищем Чекмака Игорем Каримовым, которого якобы принял за начальника отдела кадров «Цитадели», и также убил. Кроме того, были ранены водитель Андрей Любичев и коммерческий директор «Цитадели» Сергей Шатуров, который также находился в машине. Той же ночью к Довженко приходили работники милиции, однако они ничего не нашли во время обыска, а жена Довженко подтвердила его алиби.
Убийства Сергея Митченко, Владимира Чекмака и Игоря Каримова до сих пор не раскрыты.

### Доказанные убийства
Далее Довженко решил мстить своим бывшим сослуживцам. Совершая убийства, он надеялся ухудшить показатели раскрываемости и тем самым добиться увольнения ответственных милицейских начальников.
Следующей жертвой убийцы стала Валентина Гладилина, которая занималась торговлей парфюмерией на рынке. 17 апреля 1999 года, переодевшись в милицейскую форму, Довженко встретил Гладилину в подъезде её дома и предъявил поддельное удостоверение сотрудника милиции. Гладилина посчитала, что с ней хотят побеседовать по поводу кражи в её доме, и пригласила к себе. Довженко убил её и похитил у жертвы тысячу долларов. Для этого убийства Довженко применил пистолет, купленный у своего приятеля Виталия Шемякова. Его особенностью являлось наличие пяти нарезов вместо стандартных четырёх.
Это же оружие убийца применил и 27 июня 1999 года для убийства капитана милиции Александра Кокина и его жены Екатерины. Также была ранена тёща капитана Галина Крохалёва. По показаниям выжившей женщины Довженко был с сообщником.
Впоследствии Довженко упростил схему выбора жертв. Он покупал газету с объявлениями и искал те предложения, где сообщалось о продаже дорогих вещей. Определив, в каком районе живёт продавец и кому из его бывших сослуживцев, соответственно, достанется расследование преступления, он готовился к убийству, а деньги и имущество брал, чтобы «прокормиться».
10 сентября 1999 года Довженко убивает Людмилу Шевченко и её сына Сергея. Шевченко ранее давали в газету объявление о продаже видеокамеры.
13 декабря 1999 года были убиты Иван Вакуленко и его сын Виталий. Отец с сыном продавали компьютер.
7 июля 2000 года Довженко убивает Виталия Шемякова. Шемяков, следя за хроникой событий в прессе, обратил внимание на «атипичность» орудия убийства (пистолет с пятью нарезами). Он знал, что именно такой он продал Довженко в 1999 году. Шемяков начал шантажировать Довженко, требуя крупную сумму денег за молчание. Довженко приехал к нему домой и убил приятеля, перерезав ему горло.
15 декабря 2000 года убийца расстреливает милицейский патруль. Сотрудники милиции Александр Роговец, Владимир Федоренко и Андрей Карпенко попытались задержать Довженко, когда он нёс за пазухой оружие, чтобы перепрятать. Приблизившись к ним, он открыл огонь одновременно из обреза и пистолета, затем добил раненых на земле, забрав у одного из них пистолет. Федоренко и Карпенко погибли на месте, тяжело раненый Роговец был доставлен в больницу, однако от полученных ран скончался.
За убийство Шемякова был осуждён другой человек — неоднократно судимый Егоров. Будучи больным туберкулёзом, Егоров умер в тюрьме и впоследствии был оправдан посмертно. Мать Шемякова Клавдия Бондаренко не верила в то, что физически слабый Егоров мог справиться с её сыном. Кроме того, она поддерживала версию прессы о том, что убийца — бывший военнослужащий или милиционер. Рано или поздно она могла заподозрить приятеля сына — Сергея Довженко. Убийца решает избавиться от Бондаренко.
27 июня 2001 года Довженко убивает Клавдию Бондаренко у неё дома. Чтобы отвести подозрения, он инсценирует нападение с ограблением на соседей Бондаренко, в ходе которого убивает Галину Иванову и её 12-летнюю внучку Таню. Из квартиры Ивановых Довженко унёс около 3 тысяч долларов.
17 мая 2002 года Довженко убивает Артура Фролкова и Ацо Симовича, давших объявление о продаже ноутбука.

### Арест, следствие и суд
Довженко был арестован 17 мая 2002 года после убийства Симовича и Фролкова. 9 января 2003 года в Приморском суде Мариуполя началось судебное разбирательство. В ходе следствия Довженко признался в 19 убийствах.
Выступая на суде, Довженко о мотивах своих преступлений заявил: «Почти все убийства были совершены с одной целью — наказать тех, кто надо мной издевался. Я хотел наказать старших». По его версии, Довженко мстил сотрудникам милиции за то, что его избивали после задержания по подозрению в убийстве Сергея Митченко. В интервью газете «2000» он заявил, что «они украли у меня будущее», пояснив, что после увольнения он так и не смог найти приличную работу. Как выяснилось в ходе следствия, Довженко испытывал извращённое удовольствие от убийств, но был признан вменяемым.
По версии следствия, Сергей Довженко действовал по корыстным мотивам, его жертвами становились случайные жители Мариуполя, дававшие объявления в газете о продаже ценных вещей.
Согласно заключению судебно-психологической экспертизы Довженко «скрытный, амбициозный, мстительный, обладает чертами лидера, мотив преступлений — корысть и месть, трансформированные внутренними бессознательными маргинальными и некрофильными тенденциями личности».
8 сентября 2003 года Апелляционный суд Донецкой области принял решение о признании подсудимого виновным в совершении 17 убийств. По одному из эпизодов — убийство Чекмака и Каримова — Довженко оправдан. Свидетели Любичев и Шатуров не опознали в подсудимом нападавшего. Довженко был осуждён к пожизненному лишению свободы.
В ноябре 2003 года Довженко отказался от своих показаний и направил в Верховный суд Украины просьбу о пересмотре дела. В мае 2006 года Верховный суд, рассмотрев жалобу Довженко, оставил приговор без изменений.
В 2010 году Сергея Довженко посетили на территории исправительной колонии члены оперативно-целевой группы, проводящей расследование серии убийств, который совершил тогде еще не разоблаченный серийный убийца Владимир Куцененко, известный под прозвищем «Харцызский душитель». Криминалисты попросили Довженко помочь следствию в деле составления психологического портрета «Харцызского душителя». Однако несмотря, на то, что он согласился и активно работал со следователями, согласно их свидетельствам, в деле его разоблачения мало чем помог..

Из воспоминаний криминалиста-психолога Юрия Ирхина о беседе с Сергеем Довженко:
А Сергей Довженко (сам бывший милиционер) на контакт шел неохотно, объясняя это обидой на милицию. Мол, все, что он совершал, это месть ментам, которые от него избавились, изгнав из своих рядов за рукоприкладство. Хотя это все игра в благородного мстителя, первичным мотивом в его преступлениях был банальный грабеж, корысть...

## Жертвы, в том числе предполагаемые
По словам преступника, выбор жертв был случаен и обуславливался территорией.
| Номер | Имя                 | Возраст | Описание                                  | Дата                  | Примечание |
| ----- | ------------------- | ------- | ----------------------------------------- | --------------------- | ---------- |
| 1     | Сергей Митченко*    |         | охранник фирмы «Цитадель»                 | 18 июня 1997 года     | застрелен  |
| 2     | Владимир Чекмак*    | 48      | владелец фирмы «Цитадель»                 | 19 ноября 1998 года   | застрелен  |
| 3     | Игорь Каримов*      | 49      | работник Мариупольского горисполкома      | 19 ноября 1998 года   | застрелен  |
| 4     | Сергей Шатуров*     |         | коммерческий директор фирмы «Цитадель»    | 19 ноября 1998 года   | выжил      |
| 5     | Андрей Любичев*     |         | водитель Чекмака                          | 19 ноября 1998 года   | выжил      |
| 6     | Валентина Гладилина | 55      | предприниматель                           | 17 апреля 1999 года   | застрелена |
| 7     | Екатерина Кокина    | 49      | предприниматель                           | 27 июня 1999 года     | застрелена |
| 8     | Александр Кокин     | 48      | муж Е. Кокиной, капитан милиции           | 27 июня 1999 года     | застрелен  |
| 9     | Галина Крохалёва    |         | мать Е. Кокиной                           | 27 июня 1999 года     | выжила     |
| 10    | Людмила Шевченко    | 58      | предприниматель                           | 10 сентября 1999 года | застрелена |
| 11    | Сергей Шевченко     | 27      | сын Л. Шевченко                           | 10 сентября 1999 года | застрелен  |
| 12    | Иван Вакуленко      | 61      | предприниматель                           | 13 декабря 1999 года  | застрелен  |
| 13    | Виталий Вакуленко   | 33      | сын И. Вакуленко                          | 13 декабря 1999 года  | застрелен  |
| 14    | Виталий Шемяков     | 28      | приятель Довженко                         | 7 июля 2000 года      | зарезан    |
| 15    | Юрий Гранюк         | 36      | предприниматель                           | август 2000 года      | застрелен  |
| 16    | Александр Роговец   | 36      | сотрудник милиции                         | 15 декабря 2000 года  | застрелен  |
| 17    | Владимир Федоренко  | 29      | сотрудник милиции                         | 15 декабря 2000 года  | застрелен  |
| 18    | Андрей Карпенко     | 22      | сотрудник милиции                         | 15 декабря 2000 года  | застрелен  |
| 19    | Клавдия Бондаренко  | 57      | мать В. Шемякова                          | 27 июня 2001 года     | застрелена |
| 20    | Галина Иванова      | 63      | предприниматель                           | 27 июня 2001 года     | застрелена |
| 21    | Таня                | 12      | внучка Г. Ивановой                        | 27 июня 2001 года     | застрелена |
| 22    | Артур Фролков       | 36      | моряк                                     | 17 мая 2002 года      | застрелен  |
| 23    | Ацо Симович         | 38      | приятель А. Фролкова, гражданин Югославии | 17 мая 2002 года      | застрелен  |

* — по этим эпизодам вина Сергея Довженко не доказана.